# China Room

Piano terra della Casa Bianca che mostra la posizione della China Room.

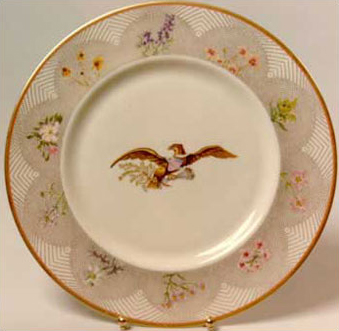
Il servizio di stato in porcellana di Lyndon Johnson presenta fiori selvatici americani ed è stato prodotto negli Stati Uniti da Castleton China. È stato selezionato dalla First Lady Lady Bird Johnson.

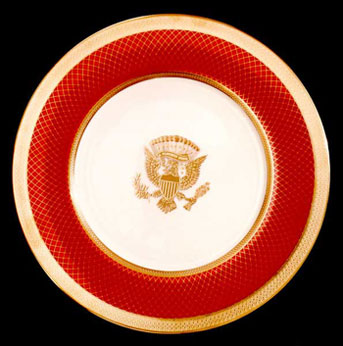
Il servizio di stato di Reagan è stato modellato sulla porcellana di Woodrow Wilson e presenta il sigillo del presidente degli Stati Uniti in oro brunito su uno sfondo avorio con un bordo scarlatto. La porcellana è stata prodotta negli Stati Uniti da Lenox e scelta dalla First Lady Nancy Reagan.

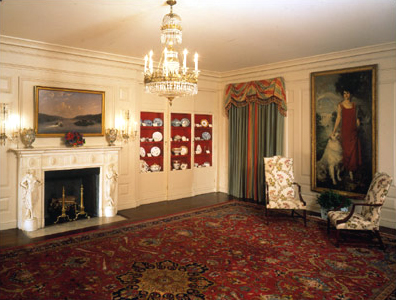
La China Room durante l'amministrazione Clinton. A destra, un dipinto di Grace Coolidge.

La China Room (traducibile in italiano come Sala delle porcellane) è una delle stanze al piano terra della Casa Bianca, dove è esposta la collezione di stato delle porcellane. I servizi vanno dalla porcellana cinese di esportazione di George Washington, alla porcellana dorata di Bill Clinton in avorio, giallo e oro brunito. La sala è utilizzata principalmente dalla first lady per riunioni e ricevimenti minori.

## Rifinitura McKim
Fino alla fine del 1902, quando la stanza fu rifinita come spazio di intrattenimento pubblico durante i lavori di ristrutturazione diretti da Charles Follen McKim, questa stanza, insieme alla maggior parte del piano terra dell'edificio, era utilizzata come ripostiglio. McKim ricostruì interamente la stanza, arricchendola con dettagli del tardo periodo georgiano, comprese le robuste modanature.

## Inizia la collezione di porcellane
Dopo essere diventata first lady nel 1889, l'appassionata di pittura cinese Caroline Lavinia Scott Harrison (moglie di Benjamin Harrison), iniziò a raccogliere e restaurare i servizi in porcellana delle precedenti amministrazioni, che dispose nella sala da pranzo privata della coppia presidenziale. La sua succeditrice, Edith Kermit Carow Roosevelt (moglie di Theodore Roosevelt), supportata dagli sforzi avviati dalla giornalista Abby Gunn Baker (1860-1923) per ampliare la collezione, organizzò i servizi negli armadi di un corridoio semi-pubblico al piano terra della Casa Bianca, conferendo così un riconoscimento e un apprezzamento per i manufatti storici associati alla presidenza americana (le porcellane danneggiate erano state vendute o cedute fino all'amministrazione McKinley). 
Nel 1917, la First Lady Edith Bolling Wilson (moglie di Thomas Woodrow Wilson), riconobbe la necessità di più spazio per l'esposizione della collezione (anche grazie ai suggerimenti di Mrs. Baker e dell'usciere capo della Casa Bianca, Irwin Hood "Ike" Hoover (1871-1933)): esaminando la planimetria del piano terra, designò la grande stanza situata verso sud-est, accanto alla sala ovale di ricevimento diplomatico, come la nuova "sala delle collezioni presidenziali", approvando inoltre l'allestimento di mobili incorporati nelle pareti per l'esposizione delle porcellane.

## Ristrutturazioni Truman e Kennedy
Durante la ristrutturazione voluta dal presidente Truman, le pareti della stanza erano rivestite di pannelli di pino e l'architetto William Adams Delano dettagliò la stanza con modanature a staffa di stile georgiano medio. La pannellatura fu lasciata non verniciata fino all'amministrazione Kennedy, quando, nel 1963, l'interior designer francese Stéphane Boudin (1888-1967) della ditta parigina Maison Jansen, la fece smaltare in tre tonalità di grigio con dettagli bianchi e nello stesso periodo vennero rimosse le staffe angolari delle ante della vetrina. Gli interni delle vetrine vennero rivestiti di velluto rosso e il pavimento ricoperto da un tappeto con motivo "Snowflake" di colore simile, prodotto dalla Stark Carpet Corporation. All'unica finestra presente, furono installati drappeggi di velluto grigio, rifiniti con frange di seta rossa e bianca. Una classica mensola del camino in marmo dell'inizio del XIX secolo sostituì la cornice georgiana di Truman.

## Ristrutturazione Nixon
La stanza è stata sostanzialmente ridecorata nel 1970 dalla First Lady Pat Nixon, con l'assistenza del curatore della Casa Bianca Clement Conger e dell'architetto Edward Vason Jones: la modanatura a staffa dell'era Truman è stata rimossa e sostituita con una modanatura del periodo federale, le pareti dipinte di un bianco uniforme. Il colore rosso dei dettagli esistente, determinato dall'abito rosso nel ritratto della First Lady Grace Coolidge del 1924 di Howard Chandler Christy (con il suo collie bianco Rob Roy), è stato mantenuto così come gli scaffali in vetrina rimasero rivestiti di velluto rosso.

## Collezione di porcellane
La collezione è disposta cronologicamente iniziando a destra del camino sulla parete est. Sebbene non tutte le amministrazioni abbiano creato il proprio servizio, almeno quantità minime di tutti i servizi creati per la Casa Bianca sono ora presenti nella collezione. Esistono notevoli quantità di alcuni servizi che risalgono all'inizio del XIX secolo e vengono talvolta utilizzati per piccole cene nella sala da pranzo del presidente al secondo piano: ad esempio, i Carter preferivano usare pezzi di porcellana "solferino" (bordata di viola) dei Lincoln per le occasioni speciali, così come i Reagan, sebbene questi ultimi siano famosi per il loro servizio rosso e oro; i Clinton non presero in consegna il loro personale servizio di porcellane fino alla fine del secondo mandato, utilizzando quindi i servizi Reagan e Truman per le cene di stato, mentre per le cene di famiglia, in particolare durante le vacanze, prediligevano le porcellane Hayes, raffiguranti la flora e la fauna americane.

## Arredamento
Il tappeto che ricopre il pavimento è indo-ispahan dell'inizio del XX secolo mentre al soffitto è appeso un lampadario in vetro intagliato in stile Regency. Un paio di zuppiere di fine Settecento sulla mensola del camino sono smaltate in sottoveste rosse e verdi. Due sedie a dondolo con lo schienale alto, realizzate all'inizio del XIX secolo, sono disposte davanti al ritratto della Sig. Coolidge. Una mensola del camino neoclassica inglese si trova sulla parete est, e il dipinto di Ferdinand Richardt, On Mississippi Fifty-Seven Miles Below St. Anthony Falls, Minneapolis, completato nel 1858, è appeso sopra la mensola del camino.